# Promoball Volleyball Flero
Il Promoball Volleyball Flero è una società pallavolistica femminile italiana con sede a Flero: milita nel campionato di Serie B2.

## Storia
Il Promoball Volleyball Flero con sede a Flero viene fondato nel 1972, iniziando la propria attività con partecipazioni a competizione di livello provinciale; dal 1986 al 1988 fa il salto dalla Prima Divisione alla Serie C2, per poi retrocedere e partecipare nel 1989 alla Serie D: la squadra tuttavia ritorna prontamente in Serie C2 ed esordisce in Serie C1 nel 1992.
Nella stagione 1994-95 gioca per la prima volta in Serie B2, categoria nella quale resta per cinque annate, quando, dopo la vittoria dei play-off promozione, viene promossa in Serie B1; nella terza categoria del campionato italiano partecipa a partire dalla stagione 1999-00, militando per tredici stagioni consecutive: fino all'annata 2008-09 si posiziona sempre a metà classifica, eccetto due terzi posto nelle stagioni 2004-05 e 2006-07, consentendo la partecipazioni ai play-off promozione, terminati con l'uscita in entrambi i casi nei quarti di finale. Sia nella stagione 2009-10 che in quella 2010-11 chiude la regular season al secondo posto, venendo ancora eliminata ai quarti di finale dei play-off promozione: nella stagione 2011-12, il primo posto in classifica, consente alla società di guadagnare la promozione in Serie A2.
L'esordio nella categoria cadetta avviene per il campionato 2012-13, mentre in quello successivo, quando sposta la propria sede di gioco a Montichiari, città riportata anche nella denominazione sponsorizzata, così come avvenuto nell'annata precedente quando ha giocato a Mazzano, dopo aver raggiunto la finale nella Coppa Italia di Serie A2, vince la regular season, venendo promossa in Serie A1. Esordisce nella massima divisione nella stagione 2014-15, disputando sia la Coppa Italia che raggiungendo i quarti di finale dei play-off scudetto, stessi risultati ottenuti anche nell'annata successiva. Al termine della stagione 2016-17, complice il penultimo posto in classifica, retrocede in Serie A2, campionato però al quale non prende parte, ripartendo dalla Serie B2 per la stagione 2017-18, terminata con una nuova retrocessione, in Serie C.
Nella stagione 2020-21 la squadra acquista il titolo sportivo dal Gussago, ottenendo il diritto di partecipazione alla Serie B2.

## Rosa 2016-2017
| N° | Nome              | Ruolo | Data di nascita   | Nazionalità sportiva |
| -- | ----------------- | ----- | ----------------- | -------------------- |
| 1  | Bianka Buša       | S     | 25 luglio 1994    | Serbia               |
| 3  | Ludovica Dalia    | P     | 25 settembre 1984 | Italia               |
| 7  | Gaia Domenighini  | S     | 25 aprile 2001    | Italia               |
| 8  | Zuzanna Efimienko | C     | 8 agosto 1989     | Polonia              |
| 9  | Jennifer Boldini  | P     | 6 aprile 1999     | Italia               |
| 10 | Sanja Malagurski  | S/O   | 8 giugno 1990     | Serbia               |
| 11 | Flore Gravesteijn | S     | 26 aprile 1987    | Paesi Bassi          |
| 12 | Jelena Nikolić    | S     | 13 aprile 1982    | Serbia               |
| 13 | Giuditta Lualdi   | C     | 13 settembre 1995 | Italia               |
| 16 | Jole Ruzzini      | L     | 25 febbraio 1984  | Italia               |
| 17 | Simona Gioli      | C     | 17 settembre 1977 | Italia               |
| 18 | Letizia Aquilino  | L     | 26 marzo 2002     | Italia               |